# 福島吉治
福島 吉治（ふくしま よしじ、1933年10月5日 - ）は、日本の実業家。元CSK会長、元セガ会長、元野村證券投資信託委託（現野村アセットマネジメント）会長、元野村證券副社長。

## 来歴
1933年岡山県に生まれる。1956年に滋賀大学経済学部を卒業後、野村證券へ入社。同社取締役、常務取締役、代表取締役専務、代表取締役副社長、野村證券投資信託委託代表取締役社長を経て、1995年代表取締役会長。翌1996年にCSK代表取締役社長就任し、2000年代表取締役会長。2001年セガ取締役会長。

## 年譜
- 1933年 - 岡山県にて出生
- 1956年 - 滋賀大学経済学部卒業
- 1956年 - 野村證券入社
- 1978年 - 野村證券取締役
- 1981年 - 野村證券常務取締役
- 1983年 - 野村證券代表取締役専務
- 1984年 - 野村證券代表取締役副社長
- 1990年 - 野村證券投資信託委託代表取締役社長
- 1994年 - 野村證券投資信託委託代表取締役会長
- 1995年 - 野村證券投資信託委託取締役会長
- 1996年 - CSK代表取締役社長、セガ・エンタープライゼス取締役
- 2000年 - CSK代表取締役会長
- 2001年 - セガ取締役会長

## 関連人物
- 大川功
- 青園雅紘